# Конфланде
Конфланде́ (фр. Conflandey) — коммуна во Франции, находится в регионе Франш-Конте. Департамент — Верхняя Сона. Входит в состав кантона Пор-сюр-Сон. Округ коммуны — Везуль.
Код INSEE коммуны — 70167.

## География
Коммуна расположена приблизительно в 310 км к юго-востоку от Парижа, в 55 км севернее Безансона, в 15 км к северо-западу от Везуля.
По территории коммуны протекает река Сона, и её правый приток — река Лантерн.

## Население
Население коммуны на 2010 год составляло 399 человек.
| 1962 | 1968 | 1975 | 1982 | 1990 | 1999 | 2010 |
| ---- | ---- | ---- | ---- | ---- | ---- | ---- |
| 368  | 361  | 471  | 457  | 402  | 425  | 399  |

## Администрация
| Период | Период | Фамилия       | Партия | Примечания |
| ------ | ------ | ------------- | ------ | ---------- |
| 2001   | 2008   | Жан-Мари Пара |        |            |
| 2008   | 2014   | Жерар Лебуб   |        |            |

## Экономика
В 2010 году среди 257 человек трудоспособного возраста (15—64 лет) 189 были экономически активными, 68 — неактивными (показатель активности — 73,5 %, в 1999 году было 72,0 %). Из 189 активных жителей работали 176 человек (94 мужчины и 82 женщины), безработных было 13 (4 мужчины и 9 женщин). Среди 68 неактивных 23 человека были учениками или студентами, 31 — пенсионерами, 14 были неактивными по другим причинам.

## Фотогалерея

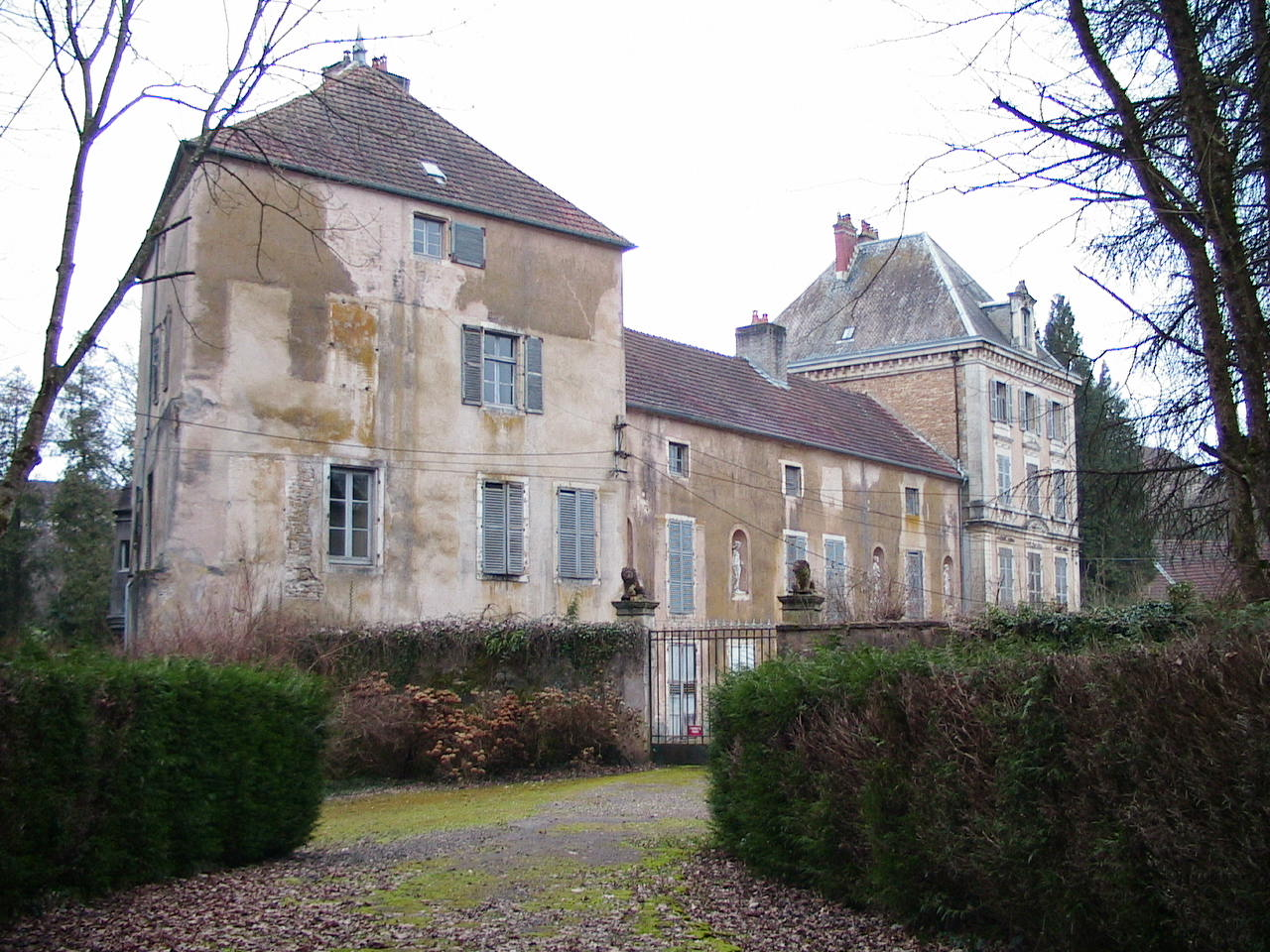
Замок Конфланде
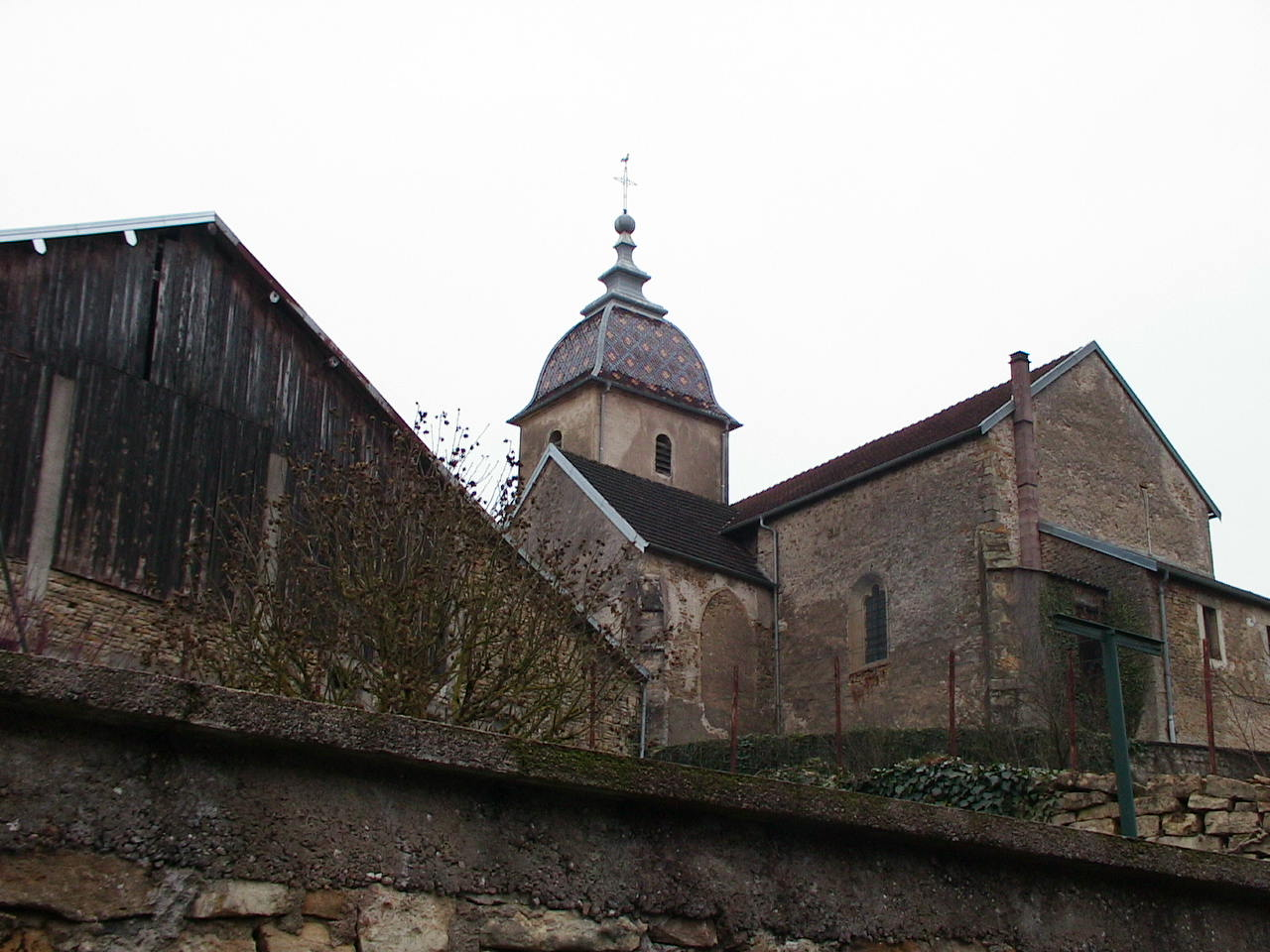
Церковь
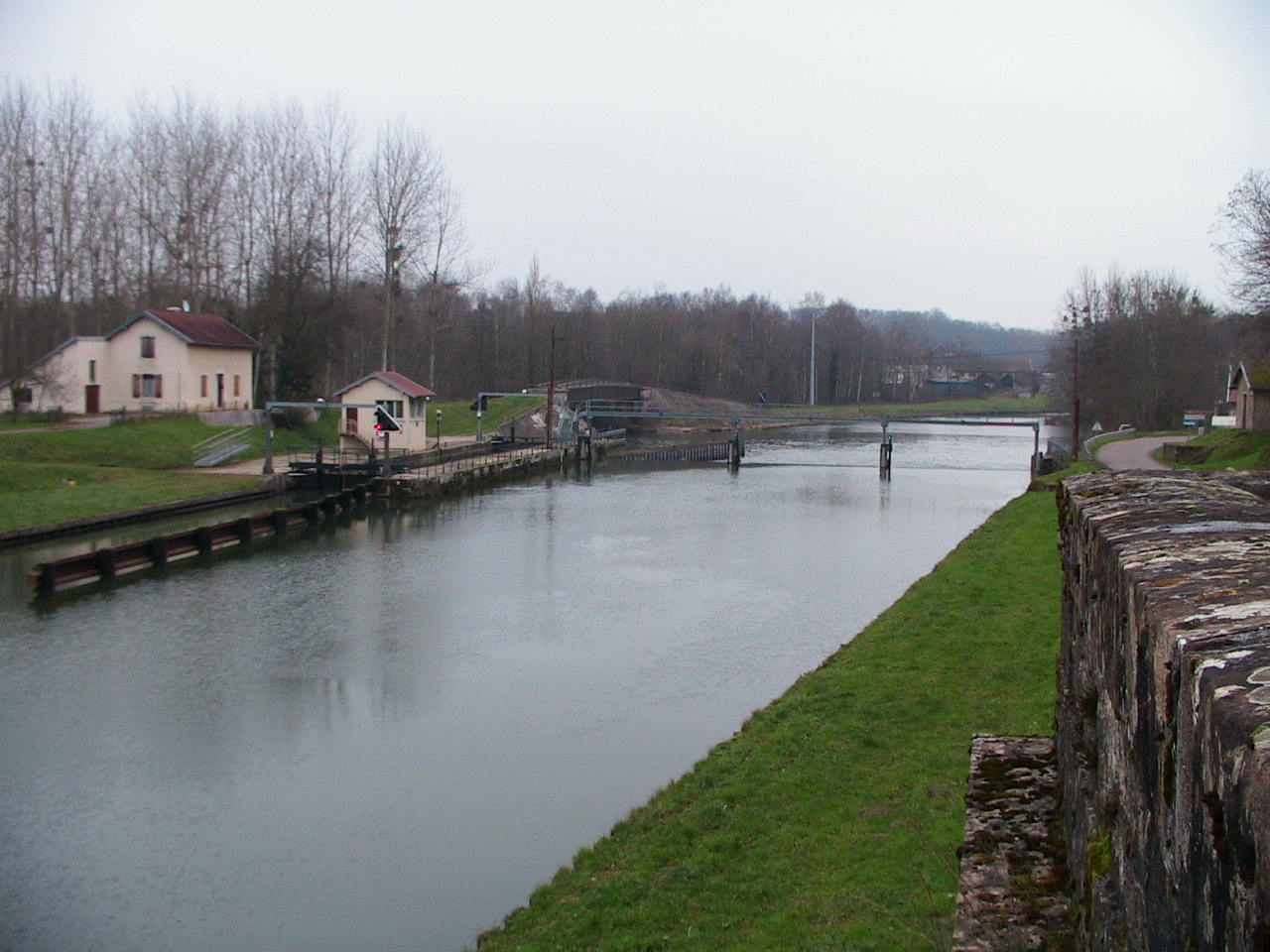
Река Сона
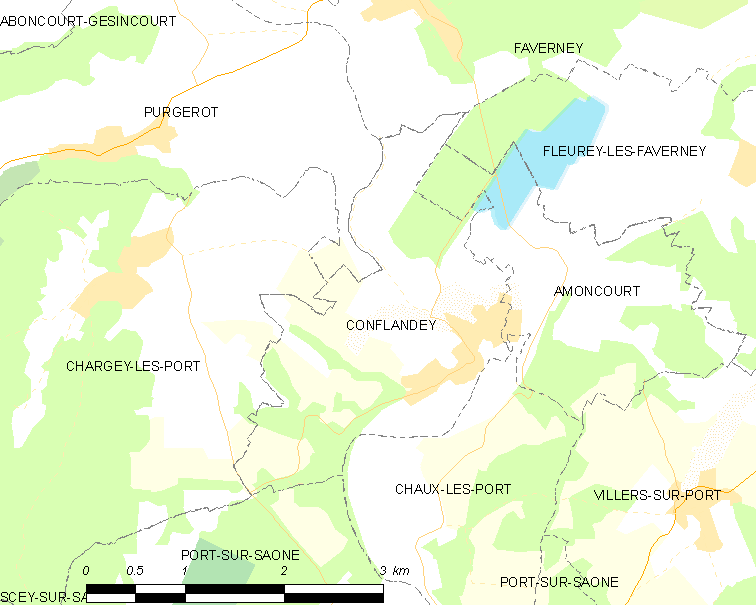
Карта коммуны